# عبد الحميد إسماعيل زهي
عبد الحميد إسماعيل زهي هو رجل دين سني إيراني يُعتبر “زعيمًا روحيًا لسكان السنة في إيران” لرويترز.

## المولد والمنشأ
ولد الشيخ «عبد الحميد» سنة 1947م الموافق (1366 هجري) في قرية «كلوكاه» من القرى التابعة لمدينة «زاهدان»، عاصمة محافظة سيستان وبلوشستان، جنوب شرق إيران، والتي تبعد عن مدينة زاهدان مسافة سبعين كيلومتراً. ترعرع وتربّى في أسرة عريقة وملتزمة، معروفة بالتدين.

## تعلمه
كان الشيخ في صغره قارئاً للكتب ودرس العلوم الابتدائية في مدينة زاهدان، ولم يكن في زاهدان آنذاك معهد ولا جامعة دينية؛ فسافر إلی باكستان والتحق بمعهد «دار الهدی» في إقليم «سند»، ثم تتلمذ عند الشيخ «عبد الله الدرخواستي» ثم توجّه إلی معهد «بدر العلوم رحيم يار خان»، وقرأ الحديث والتفسير علی الشيخ «عبد الغني الجاجروي»، واستفاد منه وأصبح من المقربين له.
ولما أكمل عبد الحميد الدراسات الإسلامية لدى الشيخ وحصل على الإجازة العالية في التفسير والفقه والحديث، عاد إلی بلده زاهدان واتصل بالشيخ عبد العزيز السربازي، واختاره الشيخ «عبد العزيز» نائباً له في شؤون إدارة معهد «دار العلوم» زاهدان و«الجامع المكي» فصار موضع ثقته.

## نشاطاته
حينما مات «عبد العزيز» عام 1410هجري، قام عبد الحميد بإدارة جامعة "دار العلوم" و«الجامع المكي». وتقدمت جامعة دار العلوم زاهدان بجهوده، فكثر طلابها، وتعددت فروعها وشعبها، كما توسع الجامع المكي (أكبر جامع في إيران)، ولا يزال يكتمل مشروع توسيع المسجد ودار العلوم زاهدان، وأيضاً تخريج الشباب من العلماء وتثقيفهم، وإنشاء مؤسسات دينية، وتأسيس فروع في المدن والأرياف، كما يقوم بتدريس العلوم الشرعية والإسلامية منذ 40 عاماً، وتدريس مادة الحديث الشريف من خلال صحيح البخاري للإمام البخاري نحو أكثر من عشرين سنة، وإلقاء الخطب والمواعظ في الجامع المكي وغيرها من المساجد، ما يبلغ مجموعها زهاء 1500 ساعة، طيلة ثلاثين سنة، والاهتمام بالطلاب الجامعيين الذين يدرسون في الجامعات العصرية، وتوفير السكن لهم، وتهيئة بيئة خاصة لهم، ويثقوا بالعلماء ويترعرعوا في ضوء القيم الدينية والمثل الإسلامية، والاهتمام بحل قضايا الناس وفصل الخصومات بين المسلمين وإصلاح ذات البين، ولا يقل دور الشيخ في هذا المجال عن محكمة كبيرة، بل المحاكم الحكومية كثيراً ما تضطرُّ لإرجاع بعض القضايا والملفات إلی الشيخ؛ للحل والقضاء في ضوء الشريعة الإسلامية.

## موااقف الشيخ عبد الحميد
إن للشيخ عبد الحميد مواقف صارمة في القضايا الوطنية وفي الدفاع عن حقوق أهل السنة، واحتجاجاً مستمراً ضد التمييز الطائفي الذي يمارس بحقهم في البلاد، وضد حرمان أبناء السنة من حقوقهم المدنية المشروعة التي ضمن بها الدستور، كما أن له آراء معتدلة وحلولاً مناسبة للأزمات التي تواجهها البلاد في المستويين الإقليمي والوطني. ويشتهر بالاعتدال والوسطية ومخالفته الشديدة للإفراط والتفريط، ويوصي دائما بالاعتدال قائلا: «إن الإسلام دين الاعتدال».
يمكن أن نلخّص مواقفه فيما يلي:
- يعتقد بمطالبة الحقوق المشروعة التي ضمن بها دستور البلاد لأهل السنة -والتي حرم منها أهل السنة منذ بداية الثورة - بالطرق السلمية المشروعة، وعن طريق المنظمات العالمية لحقوق الإنسان إذا لم يلبّ المسؤولون الإيرانيون لمطالبهم المشروعة. ويرفض بشدة الثورة المسلحة للمطالبة بالحقوق المشروعة. ويطالب دائما بمراعاة الحرية المذهبية لأهل السنة في مجالات التعليم والتربية وإقامة الجمعة والجماعات والمناسبات الدينية الأخرى وفقا للدستور، وألا يُسمح لأحد بالتدخل في شؤونهم.
- يقول: «إنه يجب أن يكون أهل السنة أحرارا في شؤونهم الدينية ويعبدوا الله بالأمن والراحة في المعسكرات والمراكز الثقافية والإدارية في المدن الكبرى التي يعيش فيها أهل السنة كأقلية، وأن تمنع الحكومة الذين يحاولون التدخل في المدارس والمساجد».

وقد انتقد في إحدى خطبه سياسة التمييز الطائفي ضد أهل السنة في إيران، قائلا: «إن أهل السنة في إيران، كانت لهم مشاركة في إنجاز الثورة، وكذلك دور بارز في الوحدة الوطنية؛ لأجل ذلك فإنهم فرصة هامة للنظام يستطيع أن يستغلها في سبيل اكتساب مودة ومحبة كافة أهل السنة في البلاد الإسلامية الأخرى والتقرب إليها، وأن يكون نموذجاً للوحدة الوطنية والإخاء الإسلامي لغيرها من البلاد من خلال التعامل المبني على الوحدة وإعطاء حقوق المواطنة لمواطنيها من أهل السنة، ولكن مع الأسف، النظام يضيّع هذه الفرصة بسياسات التمييز والتهميش ضد أهل السنة؛ فمع مرور أكثر من ثلاثين سنة من عمر الثورة، جرت سياسة إبعاد أهل السنة من المشاركة في إدارة البلاد والمناصب العالية، فلم تفوّض إليهم وزارة ولا سفارة ولا أيّاً من المناصب العامة الرفيعة.»
ويتابع قائلاً: «لسنا متعطشين للمنصب أو الجاه، ولكن القضية قضية الكرامة والعزة. نحن نريد أن نعامل بعزة وكرامة، ولا نحب أن يعاملونا كالأجانب، وينظر إلينا بالازداراء وكالمواطنين في المرتبة الثانية، بل نريد أن تحفظ كرامتنا.»
- المطالبة بمراعاة الحرية المذهبية؛ وفقاً لما نص عليه الدستور، والتحذير من أن يستبد عناصر متنفذة داخل السلطة أو الدوائر الحكومية بفرض سلائقهم وأميالهم الشخصية ضد أهل السنة والجماعة. حيث يقول مطالباً بمراعاة الحرية المصرَّحة بها في الدستور لأتباع المذاهب: «نحن نعتقد أن هذا الدستور وإن كان بعض مواده تحتاج إلى الإصلاح والتغيير، ولكن إن تم تنفيذه بشكل صحيح وكامل، يحل الكثير من المشكلات الموجودة في البلاد؛ لأن سلامة البلاد والوحدة الوطنية هامة للجميع.»

ويضيف قائلا: «إن المادة الثانية عشرة من الدستور صرَّحت بالحرية لأتباع المذاهب المختلفة، وإن صرّحت بأن المذهب الرسمي للبلاد هو الجعفري الإثنى عشري. إن أهل السنة في إيران يواجهون التمييز، إضافة إلى الضغوط التي تٌفرَض عليهم في الشؤون المذهبية. ولو روعيَّت المادة الثانية عشرة من الدستور، لحلَّت كثير من المشكلات التي نعاني منها.»
- الشيخ «عبد الحميد» وإن كان لا ينتمي إلى حزب سياسي خاص، لكنه دائماً يؤكد على حرية الأحزاب والإعلام وحق التعبير والنشاطات المدنية، وفقاً لتصريح دستور البلاد.
- يقول في هذا المجال: «صرَّح الدستور بحرية الرأي والتعبير، وحرية الصحافة والإعلام والأحزاب. فإن روعيت هذه الحريات وتمكَّن الشعب من انتقاد المسؤولين، يُتَوقَّع ألا تتوجَّه الأزمات والاضطرابات الموجودة في البلاد الأخرى إلى بلادنا.» ويعتقد أن المخرج الوحيد من التحديات والأزمات الموجودة هي مصالحة وطنية شاملة، وإطلاق سراح كافة السجناء السياسيين، والتوجه الجادِّ نحو تلبية المطالب المشروعة والقانونية للشعب الإيراني، وإقامة انتخابات حرة ونزيهة، وتعديلات وإصلاحات أساسية في كثير من السياسات الجارية في البلاد.
- يعتقد أن النظام والثورة يتعلقان بكافة الشعب الإيراني، وجميع الشعب صوَّتوا للنظام الإسلامي، وضحَّوا لأجل الثورة، فلا ينبغي أن يغتصب النظام أو الثورة أشخاص أو أحزاب تقدس مواقفهم السياسية وآرائهم، وتهمل آراء غيرهم من أهل الخير ومحبي الوطن والبلاد.
- يستنكر الشيخ الاستبداد بالرأي للمسؤولين أو الحزب الحاكم، ويرى أن الواجب على رجال الحكومة الإصغاء إلى انتقادات المعارضة، والسعي لأن تسود البلاد بيئة النقد البناء والحوار.
- انتقاده لتضييق الحريات المدنية والمذهبية. ويرى أنه ينبغي توفير الحرية العملية لكافة الأقليات، ولا ينبغي أن تمارس الضغوط على الأقليات التي تعيش داخل البلاد والمنتمين إلى سائر الأديان والمذاهب.
- انتقاده الشديد للنظام على الإعدامات العشوائية، واستنكاره للتعذيب الذي يجري في بعض السجون الإيرانية لأخذ الاعترافات، ويعتقد أن هذه الإعدامات لا توافق مع الشريعة الإسلامية وأن تعذيب السجناء عمل قبيح، ومحرم في الشريعة.
- يعتقد أن الاستبداد والديكتاتورية وعدم الاستماع إلى آراء المخالفين، والضغوط على الشعوب، وسلب الحريات المدنية، أثارت الصحوة الشعبية في الشرق الأوسط، ويعتقد أن هذه الثورات والصحوات ليست إسلامية فحسب، بل هي صحوات دينية وسياسية، وأي حكومة في العالم لا تصلح نفسها ولا تلبّي مطالب شعبها، تتعرض لثورة شعبها. ويعتقد أنه لا يبقى نظام في العالم بقوة السلاح والقمع وتشديد الضغوط، ويكمن سر بقاء دولة أو نظام في مراعاة العدل وإعطاء الحريات المشروعة والقانونية، وإنشاء بيئة الحوار والنقد، والاستماع إلى آراء المخالفين والمعارضين.
- يركّز دائما على الوحدة الإسلامية خاصة بين الشيعة والسنة، ويعتقد أن الوحدة لا تتحقق بالهتافات وعقد المؤتمرات وتأسيس مجمعات التقريب، بل تتحقق بمراعاة العدل بين الفرق والطوائف والأقوام المختلفة، والنظرة المتساوية بين الجميع، وتنفيذ القانون بطريقة متساوية. ويؤكد دائماً على أن أهل السنة إيرانيون ولا أحد أكثر إيرانية ووطنية منهم، لذلك تجب مراعاة حرياتهم المذهبية والمدنية بشكل كامل، ومشاركتهم في توظيف وتولية المناصب، وأن لا يُجعلوا مواطنون في الدرجة الثانية، ولا يُعامَلوا كالأجانب. ويؤكد دائما أن أهل السنة في إيران، يريدون العزة، ويريدون أن يعملوا لمملكتهم ويشاركوا في بناء البلاد وإعمارها، وأن يُستخدموا في القوات المسلحة ليدافعوا عن سيادة أراضيهم. وأن أهل السنة في إيران يرغبون في إعمار وبناء بلادهم وأن يكونوا مشاركين في سيادة أراضيهم؛ فيجب على الحكومة ألا تغلق عليهم السبل إلى ذلك بسبب الاختلاف في العقيدة والمذهب.
- يؤكد دائماً على أن من لهم حق انتخاب المسؤولين، لهم حق الانتقاد والاحتجاج على أعمالهم، ولا ينبغي سد باب النقد البنّاء، ولا أن توجد بيئة الاختناق.
- يؤكد على أنهم ليسوا مخرّبين، بل نريد الخير والشفقة والنصح للجميع.
- ويعتقد على أن الحصول على الطاقة النووية للأغراض السليمة يعتبر من حق إيران المشروع، وللخروج من الضغوط الدولية الشديدة لابد من فتح أبوب الحوار مع مفتشي الوكالة الدولية للطاقة الذرية، والمفاوضات الصادقة بين الطرفين لحل الملف النووي، وكذلك يعتقد أنه ينبغي للمسؤولين الإيرانيين فتح أبواب البلاد على مبعوثي المنظمات الدولية لحقوق الإنسان.[9]

## الرحلات
وجهت في السنوات الأخيرة دعوات كثيرة من بعض المؤتمرات الدينية التي انعقدت في بعض البلاد الإسلامية، فسافر إلى بعض هذه البلاد بهدف المشاركة في هذه المؤتمرات وألقى محاضرات وأبدى أيضا انطباعاته بالنسبة إلى تلك البلاد والمؤتمرات. من هذه الرحلات رحلته إلى الهند للمشاركة في مؤتمر «الإمام أبي الحسن الندوي»، ومشاركته في بعض المؤتمرات لرابطة العالم الإسلامي بمكة المكرمة، ومؤتمر حوار الأديان بمكة المكرمة، ومؤتمر المجمع الفقهي بالإمارات العربية المتحدة، ومؤتمر «الإمام أبي حنيفة» بطاجيكستان، وبعض مؤتمرات الاتحاد العالمي لعلماء المسلمين بتركيا. وقد دُعي أيضا إلى مؤتمرات لم يستطع المشاركة فيها، مثل مؤتمر السنة النبوية في الرياض، ومؤتمر حوار الأديان بقطر، ومؤتمر إسلامي في اندونيسيا، ومؤتمرات أخرى. وقد احتجزت السلطات الإيرانية جواز سفر الشيخ في شهر رجب 1431هجري بعد مشاركته في مؤتمر الإتحاد العالمي لعلماء المسلمين. وبهذه الطريقة تم فرض حظر السفر عليه.

## مناصب الشيخ
- إمام وخطيب أهل السنة في مدينة «زاهدان»، ويلقي خطبة الجمعة في الجامع المكي حيث يصلي أهل السنة من مدينة زاهدان والقرى المجاورة صلاة الجمعة، ويبلغ عدد المصلين من 40 إلى 50 ألف شخص، ولا يسعهم الجامع، ولأجل ذلك يصطفون في فناء جامعة "دار العلوم" والشوارع المحيطة.
- رئيس جامعة "دار العلوم" التي صارت أكبر مركز علمي ثفافي لأهل السنة في إيران، ويبلغ عدد الطلبة في الجامعة من 1500 إلى 2000 طالبا، إضافة إلى مدرسة «عائشة الصديقة» للبنات (التابعة لجامعة دار العلوم). وإن لجامعة «دار العلوم» فروعا كثيرة في مختلف المناطق، وتقوم الجامعة بإنشاء كتاتيب قرآنية في مناطق نائية لتعليم أولاد المسلمين.
- رئيس منظمة اتحاد المدارس الدينية لأهل السنة في محافظة «سيستان وبلوشستان».
- عضو الإتحاد العالمي لعلماء المسلمين.